# Ханс-Херман Хопе
Ханс-Хѐрман Хо̀пе (на немски: Hans-Hermann Hoppe, [ˈhɔpə]) е германско-американски икономист и философ.

## Биография
Роден е на 2 септември 1949 година в Пайне, Долна Саксония. Получава бакалавърска степен от Саарландския университет и магистърска и докторска степен от Франкфуртския университет, през 1976 – 1978 година е на специализация в Мичиганския университет. През 1981 година се хабилитира във Франкфуртския университет, а от 1986 година до пенсионирането си през 2008 година преподава икономика в Невадския университет в Лас Вегас. Пише и в областта на политическата философия, като, повлиян от Мъри Ротбард, се опитва да съчетае анархокапитализма с културен консерватизъм.